# Kammerstein
Kammerstein település Németországban, azon belül Bajorországban. Lakosainak száma 3071 fő (2023. december 31.).

## Népesség
A település népessége az elmúlt években az alábbi módon változott:
| Lakosok száma | 1819 | 968  | 2763 | 2779 | 2845 | 2898 | 3041 | 3076 | 3111 | 3071 |
|               | 1970 | 1975 | 2011 | 2012 | 2014 | 2015 | 2017 | 2019 | 2022 | 2023 |